# Christliches Burgrecht

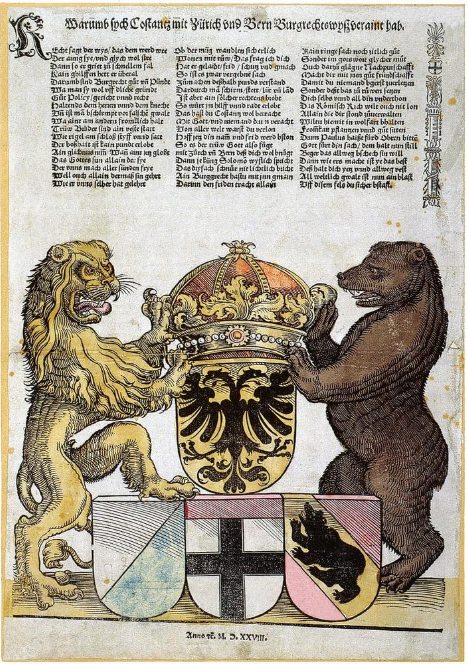
Christliches Burgrecht: Erinnerung an die Bündnisse der Stadt Konstanz mit Zürich (1527) und Bern (1528). Kolorierter Einblattdruck, erschienen 1528 bei Jörg Spitzenberg in Konstanz

Als Christliches Burgrecht werden Bündnisse bezeichnet, welche reformierte Orte in der Schweiz und ihr zugewandte Orte von 1527 bis 1529 zur Verteidigung der Reformation abschlossen. Diese Bündnisse wurden 1531 wieder aufgelöst. Dies geschah im Rahmen der Konflikte bei der Verbreitung der Reformation in der Eidgenossenschaft.

## Beginn 1527 bis Auflösung 1531
Als in Bern 1527 die reformatorische Richtung die Oberhand gewann, bedeutete dies eine Umkehr auch in der eidgenössischen Politik: Das bisher isolierte Zürich begann, sich um konfessionell geprägte Bündnisse zur Absicherung der Reformation zu bemühen. Zwischen dem 25. Dezember 1527 und dem 15. Oktober 1529 wurden mehrere Bündnisse geschlossen: Zürich und Konstanz, Bern und Konstanz, Zürich und Bern untereinander sowie zusammen mit den Städten St. Gallen, Biel, Mülhausen, Basel und Schaffhausen. Diese Bündnisse bezweckten einerseits die Verteidigung der reformatorischen Neuerungen, andererseits auch die aktive Unterstützung der Reformation in den eidgenössischen Untertanengebieten. Dieses erstarkte Bewusstsein der reformierten Seite, verbunden mit aggressiv-expansivem Missionswillen, weckte auch auf katholischer Seite Bündniswünsche (Christliche Vereinigung 1529).
Der erste Kappeler Landfriede von 1529 rückte das eigentliche Ziel Zürichs, die ganze Eidgenossenschaft zu reformieren, in weite Ferne. Zwingli und Zürich suchten daher Hilfe in Bündnissen mit auswärtigen Mächten: Zunächst gelang am 5. Januar 1530 ein Bündnis mit Straßburg. Dann folgte am 18. November 1530 das Bündnis Zürichs, Basels und Strassburgs mit Hessen, wobei das Abseitsstehen Berns andeutet, dass mit diesem weit ausgreifenden Bündnis der Bogen überspannt war. Zudem führte der Schmalkaldische Bund die oberdeutschen Reformierten zunehmend in das lutherische Lager: Die von Zwingli und Zürich forcierte Politik war damit zum Scheitern verurteilt. Mit der Niederlage im zweiten Kappelerkrieg wurden diese Bündnisse aufgelöst.